# Дела общественные (фильм, 1934)
«Дела общественные» (фр. Les affaires publiques) — короткометражная чёрно-белая комедия-фарс, первый фильм французского режиссёра Робера Брессона.

## Сюжет
В двух соседних государствах Крогандии и Миремии происходят разные несчастья. Будь то открытие мемориала, или спуск корабля на воду. И даже вынужденная аварийная посадка Миремийского пилота на территории Крогандии.

## В ролях
- Беби — Канцлер
- Андрея Сервиланже — принцесса
- Марсель Далио — спикер / скульптор / капитан пожарных / адмирал
- Жилль Маргаритис — водитель
- Симона Крезье — Кристиана
- Джейн Пирсон — горничная
- Франк Морис — матрос
- Андрэ Нумэ-мл. — зевака
- Жак Бовэ
- Эжен Стубер

## Съёмочная группа
- Режиссёр-постановщик: Робер Брессон
- Автор сценария: Робер Брессон
- Композитор: Жан Винер
- Гримёр: Борис де Фат

## Характеристика
В главной роли в фильме снялся французский клоун итальянского происхождения Беби Фредиани (1880—1958) из знаменитой цирковой династии Фредиани, который неоднократно привлекал внимание крупных кинематографистов. Так, скоропостижно скончавшийся Жан Виго планировал снять его в главной роли в своей картине «Клоун по любви» (Clown par amour). Также Беби играл в первом фильме режиссёра Жана-Пьера Мельвиля «Двадцать четыре часа из жизни клоуна» (1946—1947). Следует отметить, что и Брессон и Мельвиль не довольные своими короткометражными режиссёрскими дебютами пытались преуменьшить их значение и исключить упоминания о них, хотя Мельвиль характеризовал комедию-фарс Брессона как «очень симпатичный фильм».